# Masakr kod Vejce
Masakr kod Vejce je najkrvaviji i najbrutalniji pokolj u novijoj povijesti Republike Makedonije. Dogodio se 28. travnja 2001. godine, kada je nakon zasjede bilo surovo ubijeno, a zatim osakaćeno i živo spaljeno[ubijeno pa živo spaljeno?] osam specijalnih policajaca i pripadnika specijalne postrojbe "Vukovi" i "Specijalne postrojbe SVR Bitola". Ishod je osam poginulih i šest ranjenih.
Zasjedu su postavili albanski separatisti i mudžahedini.